# Николаевка (Саловский сельсовет)
Николаевка — село в Саловском сельсовете Пензенского района Пензенской области России. Родина русского путешественника, исследователя Русской Америки Лаврентия Алексеевича Загоскина (1808—1890).

## Физико-географическая характеристика
Николаевка находится в центре Европейской части России в Пензенской области, приволжского региона. Расположена на территории Саловского сельсовета на правом крутом берегу реки Вязовки.

## История
Прежние названия Николаевки — Никольское, Знаменка, Александровка.
Населённый пункт был поселен между 1721 и 1747 гг. предком Л. А. Загоскина, коллежским асессором Лаврентием Алексеевичем Загоскиным (Загосткиным). Крестьяне были переведены из деревень Загоскиной, Тенево Керенского уезда и его вотчин Вологодского и Галицкого уездов.
В 1774 году населённый пункт находился во владении Николая Лаврентьевича Загоскина (умер до 1774 г.). В 1785 году вместе с деревнями Загоскино, Крутец и Вязовкой это село было показано за помещиками Василием Николаевичем Загоскиным (1756 — до 1816 г.), у него 240 ревизских душ, и Николаем Михайловичем Загоскиным (1761—1824), у него 145 ревизских душ, отцом известного писателя Михаила Николаевича Загоскина (1789—1852).
В 1808 году в Николаевке родился русский путешественник, исследователь Русской Америки Лаврентий Алексеевич Загоскин.
В 1814 году в селе была построена каменная церковь во имя иконы Федоровской Божьей Матери.
Перед отменой крепостного права крестьяне с. Николаевки принадлежали помещикам:
- 1) Николаю Васильевичу и Елизавете Васильевне Загоскиным, у них (вместе с крестьянами других деревень или одной деревни Пензенского уезда) крестьян — 309 ревизских душ 88 ревизских душ дворовых людей, 127 тягол (барщина), у крестьян 66 дворов на 50,8 десятины усадебной земли, 1144,6 десятин пашни, 80 десятин сенокоса, 45 десятин выгона, у помещиков 1360 десятин удобной земли, в том числе 398 десятин леса и кустарника;
- 2) Агнии Николаевне Печориной, 90 ревизских душ крестьян, 10 ревизских душ дворовых людей, 50 тягол (барщина), у крестьян 28 дворов на 9,4 десятин усадебной земли, 225 десятин пашни, 50 десятин сенокоса, у помещицы 866 десятин удобной земли, в том числе леса и кустарника 594,4 десятин.

В 1864 году в Николаевке имелись овчарня для выведения лучших пород овец, мельница.
После 1864 года в черту села вошла деревня Знаменка.
В 1894 году в Николаевке работала земская школа. В 1911 году село относилось к Дурасовской волости, одна крестьянская община, 109 дворов, церковь, земская школа, водяная мельница, шерсточесалка, овчинное заведение, синильня, кузница, 3 лавки.
В 1926 году Николаевка была центром сельсовета Пензенской укрупненной волости.
В 1930 году Николаевка была центром Николаевского сельсовета, имела 141 хозяйство. В 1939 году Николаевка была центром Николаевского сельсовета Терновского района, колхоз «Новая жизнь». В 1955 году — колхоз «Новая жизнь».

## Население
| 1782 | 1864 | 1877 | 1911 | 1926 | 1930 | 1939 |
| ---- | ---- | ---- | ---- | ---- | ---- | ---- |
| 385  | ↗494 | ↗766 | ↘727 | ↗756 | ↗800 | ↘563 |
| 1959 | 1979 | 1989 | 1996 | 2002 | 2010 |      |
| ↘318 | ↘143 | ↗190 | ↗195 | ↘173 | ↘136 |      |

## Связь
Ближайшее почтовое отделение располагается в соседнем селе Константиновка.

## Достопримечательности
- Руины каменного православного Храма во имя Феодоровской иконы Божией Матери (начало XIX века). 24 мая 1808 года в этом храме был крещён Лаврентий Загоскин. 24 ноября 2017 года митрополит Пензенский и Нижнеломовский Серафим совершил чин освящения Поклонного креста и мемориальной доски, установленных 9 ноября 2017 года у алтаря этого храма.

- Памятник Лаврентию Загоскину (2019, скульптор И. В. Порватов). Памятник был установлен 9 сентября 2019 года и торжественно открыт 12 сентября 2019 года. Памятник открыли заместитель председателя правительства Пензенской области Олег Ягов и председатель Пензенского областного отделения Русского географического общества Игорь Пантюшов. Памятник представляет собой каменную глыбу, на которой установлен бронзовый барельеф. Общий вес монумента достигает 3,5-тонны. На памятнике выгравирован текст: «Здесь, в селе Николаевка, родился выдающийся исследователь Русской Америки, морской офицер Лаврентий Алексеевич Загоскин. 1808—1890». Создание памятника осуществлялось в рамках проекта «Возвращение к родным берегам», разработанного Пензенским областным отделением Русского географического общества и профинансированного Фондом президентских грантов в рамках государственной поддержки НКО.

- Реконструкция Михайловского редута (2022) — музейный комплекс под открытым небом — реконструкция одноимённой русской крепости в Русской Америке на Аляске, в которой в 1842—1844 годах жил Лаврентий Загоскин. Построен в 2021-2022 годах. Торжественно открыт 23 июля 2022 года.

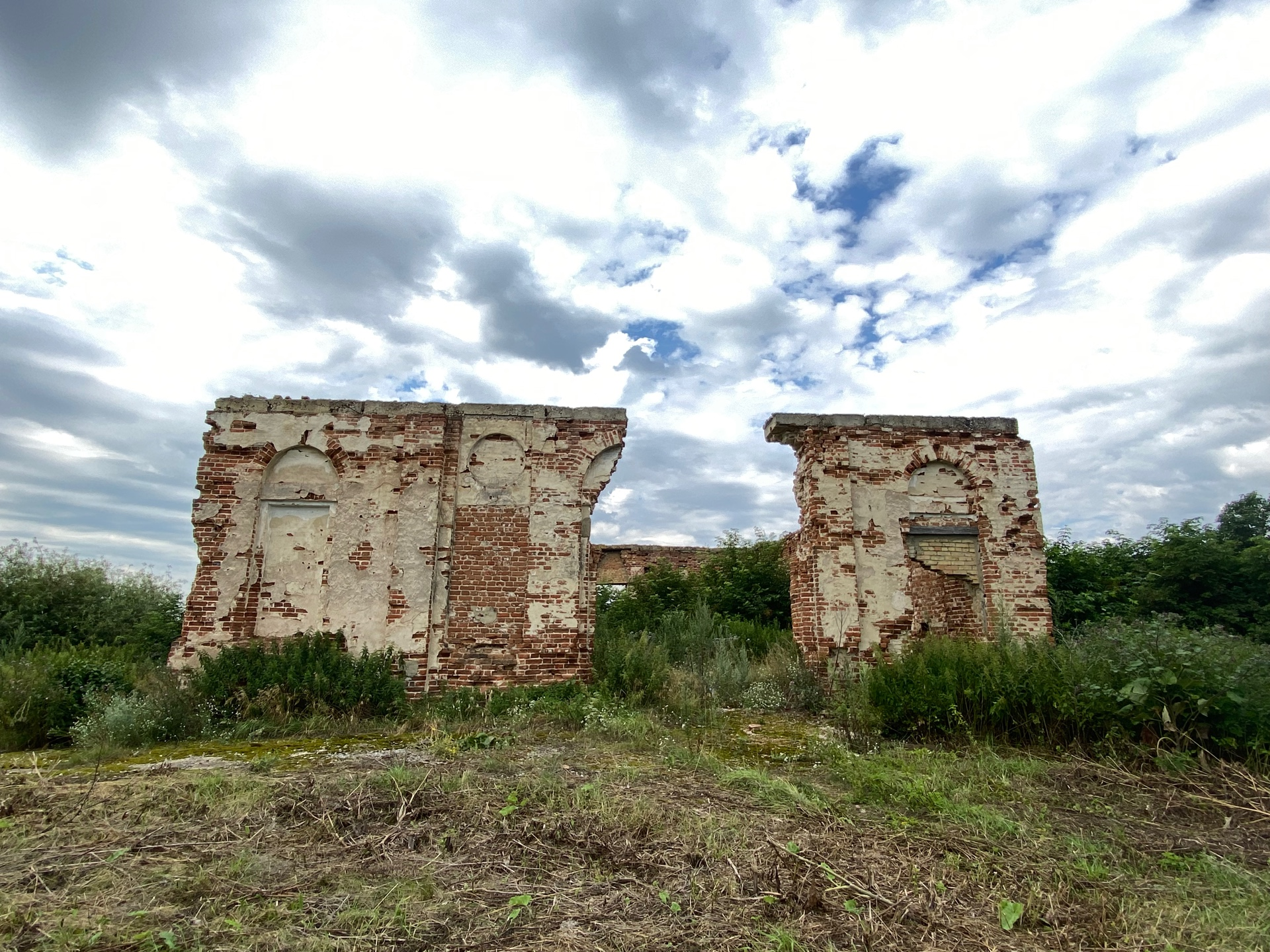
Руины храма, в котором был крещён Л. А. Загоскин
Памятник Л. А. Загоскину (в день открытия)
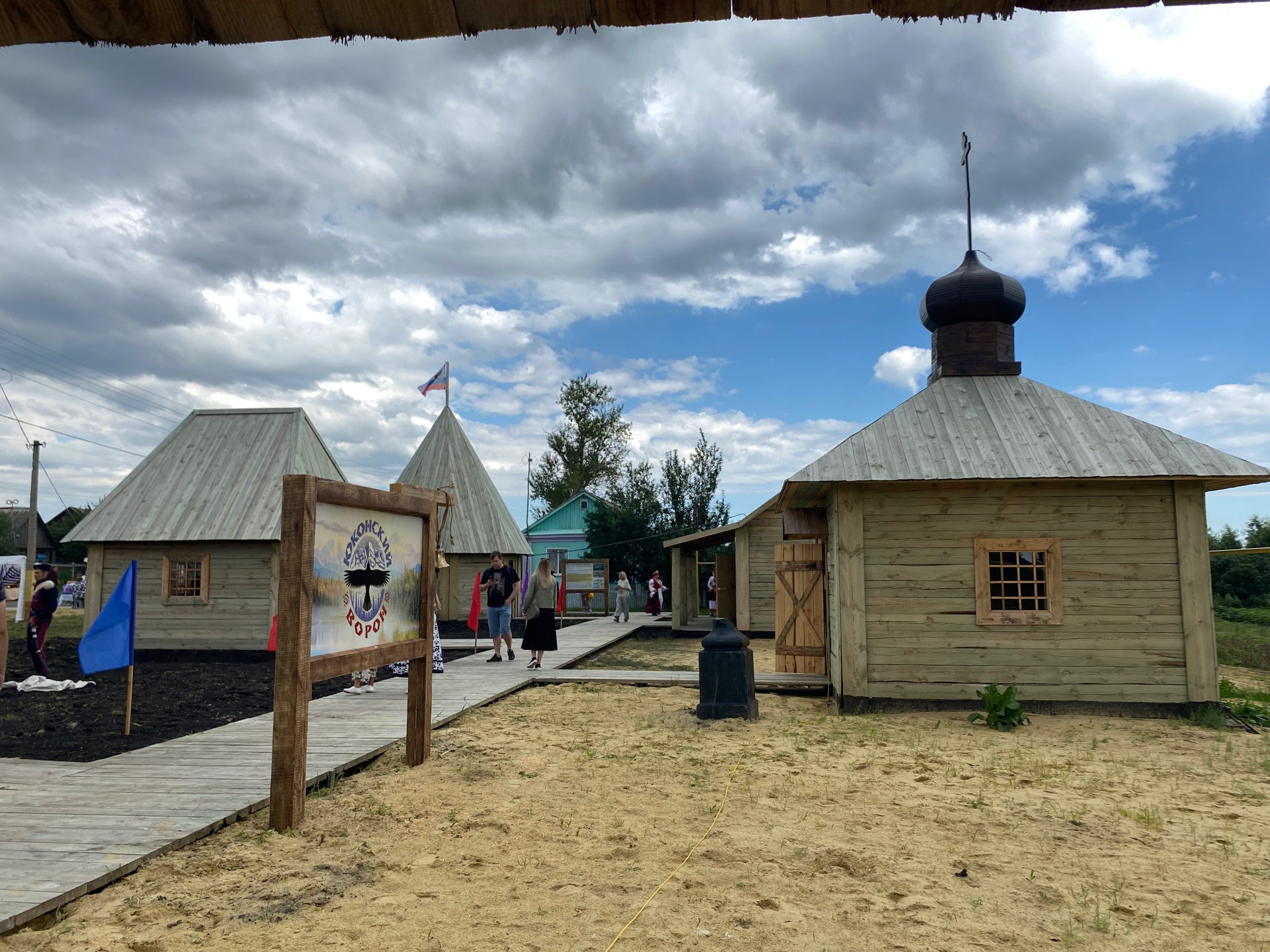
Реконструкция Михайловского редута